# EStránky.cz
eStránky.cz je internetová služba pro vytváření webových stránek. Provozovatelem služby je společnost VLTAVA LABE MEDIA a.s. 

## Historie
Služba eStránky od svého spuštění v září 2005 nabrala 280 000 návštěvníků do roku 2007 a v červnu 2007 ji navštívilo podle NetMonitoru 1,8 milionu návštěvníků. V roce 2010 společnost získala v soutěži Křišťálová Lupa 5. místo v kategorii publikační platformy. Již více než 1 000 000 uživatelů si na eStránkách zřídilo svůj web.

## Charakteristika nabízených služeb
eStránky.cz nabízí tři různé verze svých služeb. Verzi Zdarma, která byla určena pro koncové uživatele a provozovatel služby má možnost vkládat na stránky reklamu. Ve verzi Nekomerční má uživatel produktu 1 GB prostoru pro svou stránku, možnost opatřit vstup na stránky nebo některé jeho sekce heslem a verzi komerční, která je určená firmám. 

Existuje slovenská a maďarská verze estránek.